# Epiphanien-Kathedrale zu Jelochowo

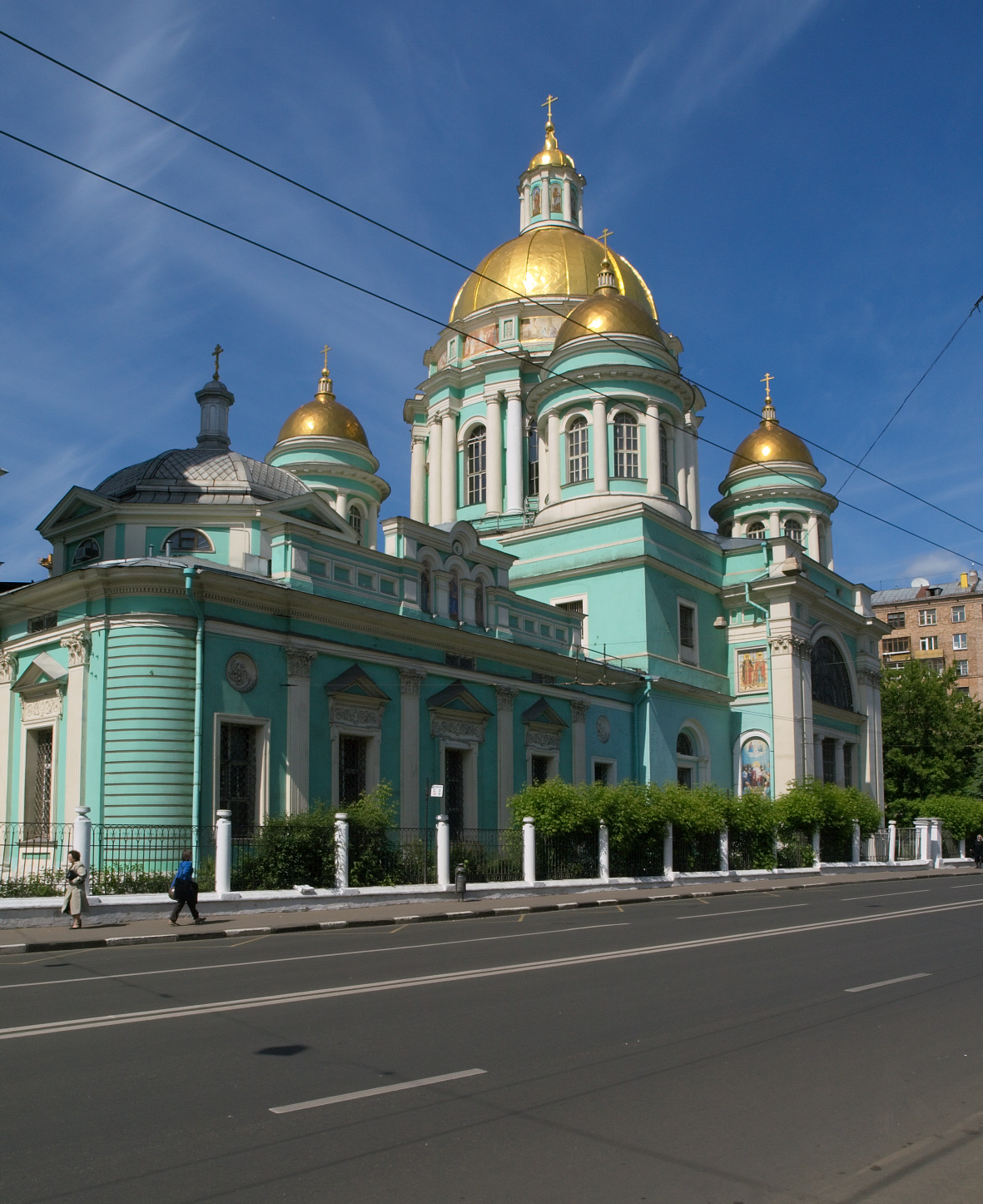
Epiphanien-Kathedrale

Die Epiphanien-Kathedrale zu Jelochowo (russisch Богоявленский собор в Елохове) ist eine russisch-orthodoxe Kathedrale in Moskau. Sie wurde in der heutigen Form 1845 fertiggestellt und diente von 1938 bis 1991 als Hauptkathedrale des Moskauer Patriarchats.
Die Kathedrale befindet sich im Osten des Moskauer Zentrums im Stadtteil Basmanny, in der Nähe der Metrostation Baumanskaja.

## Geschichte
Die erste Kirche an der Stelle der heutigen Kathedrale wurde 1687 erbaut. Damals gehörte sie zum Dorf Jelochowo in der Moskauer Umgebung, das bis heute namensgebend für die Kirche ist, obwohl das Toponym als solches nicht mehr existiert. Dieses Dorf war vor allem dadurch bekannt, dass dort um 1469 Basilius der Selige, ein bekannter altrussischer Heiliger, geboren wurde. Ursprünglich war die Kirche aus Holz gebaut worden. Den Namen „Epiphanien-Kirche“ trug sie seit 1712. 1731 wurde die alte Holzkirche durch ein steinernes Gebäude mit Glockenturm ersetzt. Dieses überdauerte gut 100 Jahre und ist vor allem dadurch bekannt, dass dort im Juni 1799 der spätere Dichter Alexander Puschkin getauft wurde.
1837 wurde schließlich das Gebäude aus dem Jahr 1731 teilweise abgerissen, und es begann der Bau einer neuen Kathedrale. Entworfen wurde sie vom relativ unbekannten Spätklassizismus-Architekten Jewgraf Tjurin (1796–1872). Der Bau dauerte im Wesentlichen bis 1845 an. Die Einweihung fand im Oktober 1853 durch den Moskauer Metropoliten Philaret statt.
Weitere größere Umbauarbeiten an der Kathedrale gab es 1889, als an die Kirche ein neues Refektorium angebaut wurde, und 1912, als im Inneren neue Wandmalereien entstanden und die Ikonostase vergoldet wurde.

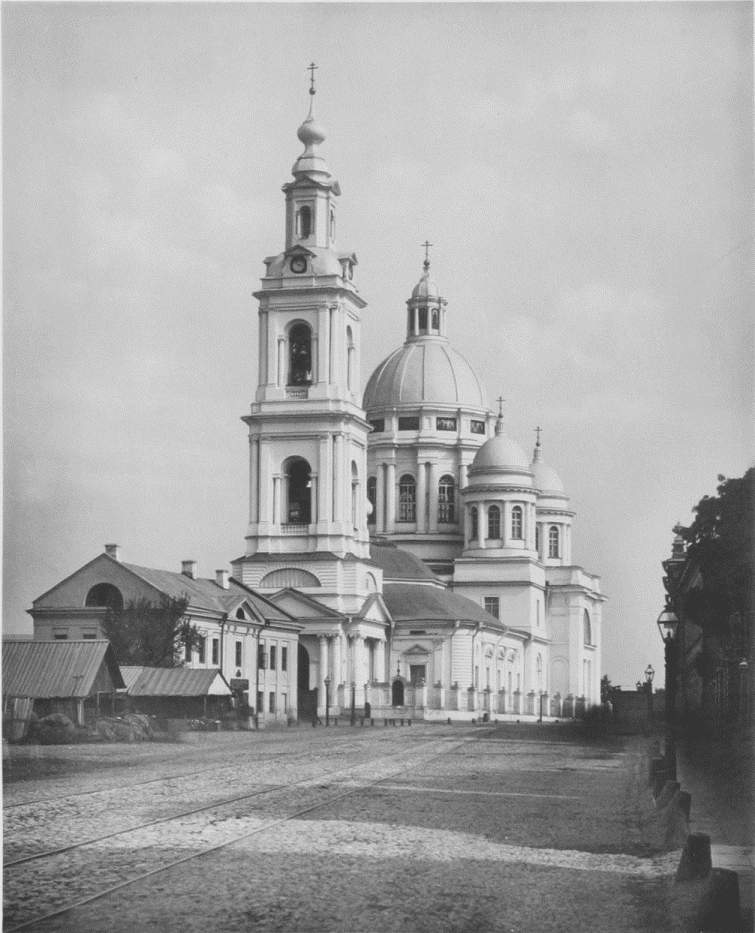
Ansicht aus dem 19. Jahrhundert

Eine besondere Rolle hatte die Epiphanien-Kathedrale während der Sowjetzeit inne. Seit 1933 befand sich in ihrer Nähe die Residenz des Metropoliten und späteren Patriarchen Sergius I. Da die etwas außerhalb des Stadtzentrums gelegene Kathedrale zudem als einer der wenigen Moskauer Sakralbauten von den systematischen Zerstörungen durch die bolschewistischen Machthaber verschont blieb, übernahm sie ab dem Jahr 1938 an der Stelle der wenige Jahre zuvor gesprengten Christ-Erlöser-Kathedrale die Funktion des Hauptgotteshauses der Moskauer Patriarchie. Das bedeutete auch, dass der Vorsteher der Epiphanien-Kathedrale der jeweilige Patriarch von Moskau und ganz Russland war und in ihr jährlich die vom Patriarchen zelebrierten feierlichen Gottesdienste und Kreuzprozessionen zu den wichtigen orthodoxen Feiertagen stattfanden.
Dieser besonderen Stellung hatte die Kathedrale auch zu verdanken, dass sie zu Sowjetzeiten, im Gegensatz zu vielen anderen erhaltenen Kirchengebäuden, nicht dem Verfall preisgegeben wurde. In den 1970er- und 1980er-Jahren erfolgte eine weitere gründliche Sanierung des Gotteshauses. So wurde die Ikonostase restauriert und die inneren Räumlichkeiten um den Altar herum erweitert und darüber hinaus eine aufwändige Klimaanlage installiert.
1991 verlor die Epiphanien-Kathedrale ihren Status als Patriarchatskirche an die Mariä-Entschlafens-Kathedrale des Moskauer Kremls. Mit der Vollendung des Wiederaufbaus der Christ-Erlöser-Kathedrale im Jahr 2000 erhielt diese den Status, und seitdem werden die wichtigsten orthodoxen kirchlichen Feierlichkeiten dort durchgeführt.

## Architektur
Gemäß den Traditionen für größere russisch-orthodoxe Kirchenbauten besteht der zentrale Teil der Epiphanien-Kathedrale aus fünf von Kuppeln gekrönten Kirchtürmen, von denen vier kleinere um den zentralen großen Turm, wie die vier Evangelisten um Jesus, angeordnet sind. Von der Westseite her ist ein Glockenturm aus vier Stockwerken angebaut. Zwischen ihm und dem zentralen Teil befindet sich das Refektorium. Der Haupteingang der Kathedrale, zu erkennen an einem hohen bogenförmigen Portal, ist im zentralen Teil zu finden.
Die Malereien im Kircheninneren an den Wänden und direkt unter der Hauptkuppel stellen Motive mit bekanntesten russischen Heiligen (u. a. Basilius der Selige, Sergius von Radonesch, Alexander Newski) sowie aus dem Evangelium dar. Die 18 Meter hohe Ikonostase befindet sich an der östlichen Wand. Sie wurde in der jetzigen Form Ende des 19. Jahrhunderts ausgeführt, deren ausgiebigen Ornamente wurden in den Traditionen russischer Holzschnitzerkunst gehalten.
In der Kathedrale ruhen die Reliquien des heiliggesprochenen Metropoliten Alexius. Der Patriarch Sergius I. fand hier ebenfalls seine letzte Ruhestätte, genauso wie der am 5. Dezember 2008 verstorbene Alexius II., der als der erste russisch-orthodoxe Patriarch nach dem Zusammenbruch der Sowjetunion bekannt wurde.